# China Resources Breweries

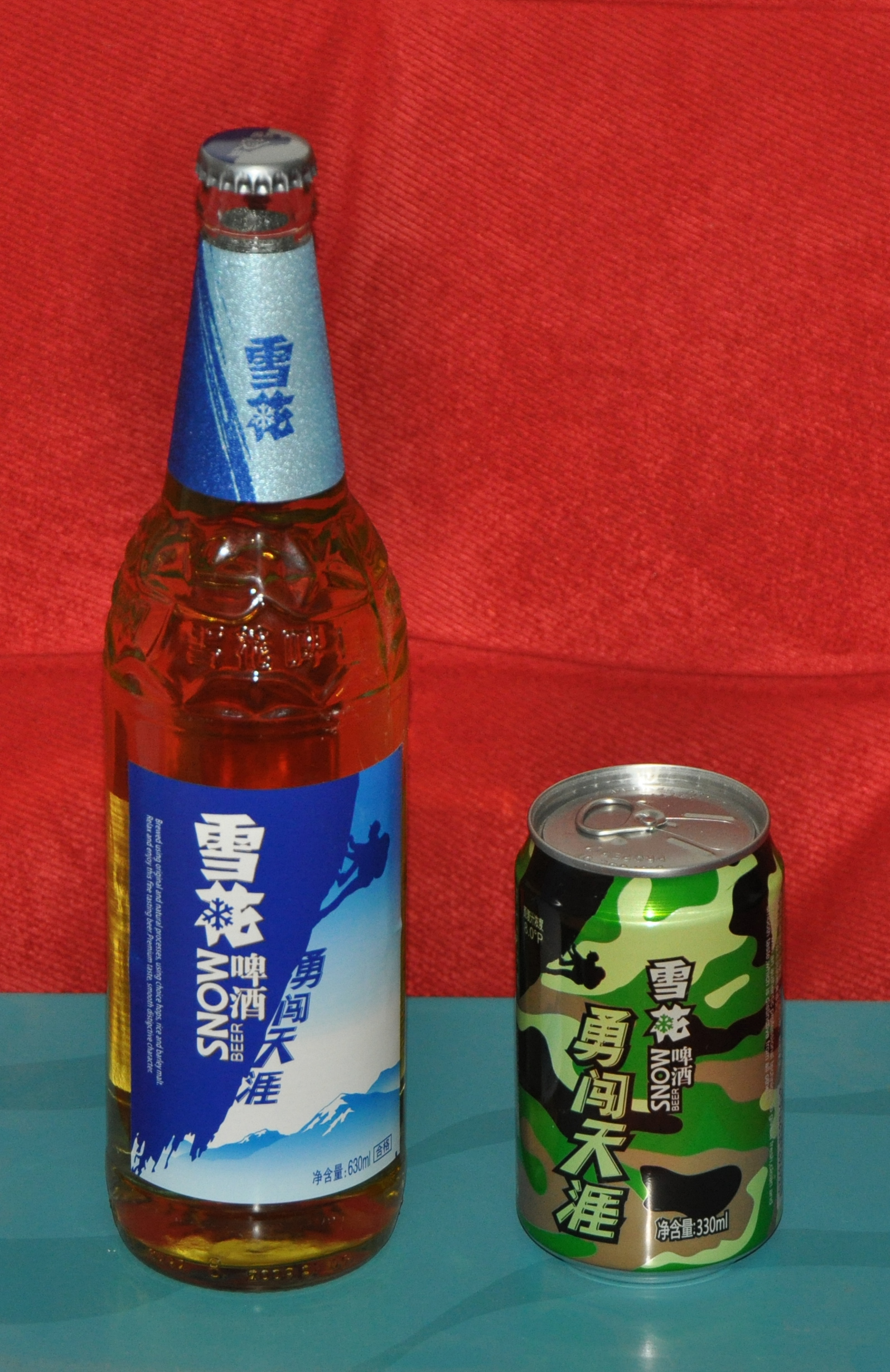
„Snow Beer“

Die China Resources Breweries Limited (auch Snow Breweries) ist eine Brauereigruppe in der Volksrepublik China mit Sitz in Hongkong.

## Geschichte
Die 1994 gegründete Brauerei war ein Gemeinschaftsunternehmen zwischen dem Mischkonzern China Resources Enterprise (51 %) mit dem multinationalen Brauereikonzern SABMiller (49 %). Die China Resources Breweries zählt zu den größten Brauunternehmen Chinas und auch weltweit. Im Jahr 2016 erzeugte die Gruppe 118 Mio. Hektoliter Bier. Zu der Gruppe gehören mehrere Tochterbrauereien. Darunter ist die größte chinesische Brauerei China Resources Snow Brewery (kurz CR Snow), der wiederum Dutzende kleinere Brauereien im Land gehören und deren Marke „Snow“ (雪花啤酒) das nach Volumen meistgetrunkene Bier der Welt ist (Stand 2013). Es wird allerdings zum größten Teil auf dem chinesischen Binnenmarkt verkauft.
Im Zuge der geplanten Übernahme SABMillers durch AB InBev verkaufte SABMiller 2016 seine Anteile an der Brauereigruppe für 1,6 Milliarden US-Dollar an den Miteigentümer China Resources Enterprise.